# 早期热兵器

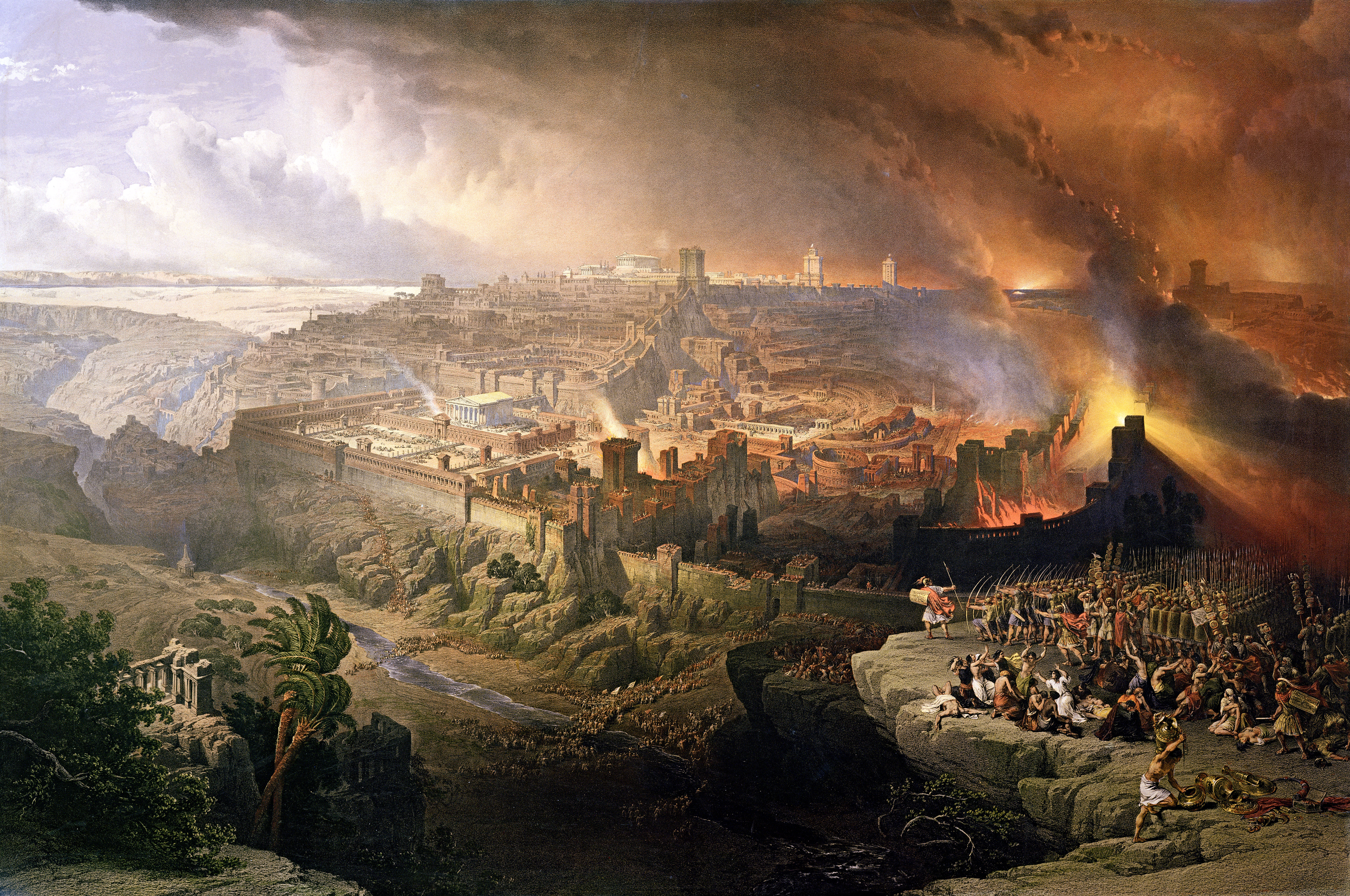
公元70年，遭到罗马人攻击而燃起大火的耶路撒冷，戴维·罗伯茨油画作品

早期热兵器指的是在十六世纪中期前的战争中，依靠热量或火焰来杀伤敌方士兵、破坏要塞和居民区的武器设备。
早期的战争，尤其是攻城战和海战中，频繁出现投掷可燃物体的情景，一些物体在烧热后可让敌军因热量或火焰而受到伤害；另一些种类则能靠化学反应造成灼伤或破坏。这些兵器有的可单人使用，有的必须借助机械的力量。
其中最简单也最常见的要数开水与灼热的沙子，可用来向敌人倾倒，其他作用相似的物质还有烧热的沥青、石油、树脂、动物油脂以及类似的混合物。燃烧产生的烟也可用来驱走敌军，或引起对方的混乱。石灰和硫磺等的烟尘具有毒性，还可让人失明。
火攻兵器可用来烧焦敌人的建筑和土地，也可用于杀伤战斗人员，有时候能达到相当大的使用规模。城镇村庄的大片土地常因为所谓的焦土战略而被毁掉。可燃的液体混合物，如以石油为主要成分的希腊火，可用攻城机械来投掷，也能靠虹吸管喷射。有时浸过石油或硫磺水的东西也会在点燃后用于投掷敌人，还可以绑在长矛、箭杆上靠人力或机械力投出。一些攻城战术，如地道之类，经常都要靠可燃物和火焰来使城墙或建筑物倒塌。
火药发明之后，火攻武器开始变得复杂，最终出现了火炮和其他的火器。但一些早期热兵器仍继续发展，若干现代兵器，如凝固汽油弹、火焰喷射器、还有其他一些爆炸物都与早期的热兵器有着不浅的渊源。纵火之类的战术在现代的战略轰炸中仍有体现。

## "火与剑"的战略
“从你的城墙上看去，火与剑已让这片土地成为了废墟，财物被夺走，四面的房屋都被点火焚烧，浓烟滚滚。”
——李维《罗马史》

毁掉敌人的土地和财产是一个很基本的战略，这有两个目的，惩治敌人和掠夺资源。在前五世纪之前，古希腊人对攻城战一直很不在行，他们会去毁掉对方的庄稼、树木和房屋，靠这种破坏的方法消耗敌人。几百年后的拜占庭人也钟情于这种办法，尽管他们已掌握了攻城技术
。
放火是袭击并摧毁敌方占领区最简易的办法，即使只有一小队兵马也能很轻易做到，也不花多少时间。独立战争中的苏格兰人精于此道，他们反复侵袭北英格兰，焚毁大部分乡村地区直到整片土地易主。英王爱德华二世于1327年追击一支苏格兰突袭部队时就是把燃烧的村庄当做路标的。

“打仗不放火，就像吃香肠却没有芥末”
——法国编年史家Jean II Jouvenel des Ursins

百年战争中英格兰使用了相同的战术，他们把火当成了首要的武器，发动迅速的突击，摧毁法国的乡村，在经济上打击对手。1339年的一次突击估计毁掉了超过二千座村庄及堡垒
。
除了烧毁土地、粮食和财物，放火还可以是一种娱乐。十三世纪的蒙古人不时会派出分遣部队在草原上纵火，烧毁居民点，以此为乐。
纵火战术不仅仅用于攻击，一些国家会在自己的领地上使用“焦土战略”，使侵略者无法获取粮食和草料。1322年，苏格兰的罗伯特一世抵抗英军侵略时曾向西北英格兰派出牵制性部队实施报复，随后撤到卡尔洛斯，在返回时他将英军追击路线上所存在的一切都放火烧毁。英格兰人在粮食耗尽后只得退兵。 在南非，基奇纳在与布尔人的三年战争陷入胶著时也用焦土战术来压制对手。
这种侵略性的战术不止用于交战的两国之间，还会被用作镇压、惩治反叛者的手段。前335年，亚历山大大帝镇压了希腊底比斯的起义者，随后下令将城市烧为平地。五年后在波斯波利斯，他命令（或者默许）部下对城市做了类似的行动。这种策略在那时期反复使用，十一世纪，威廉一世在征服英格兰时就是靠破坏性的军事行动确立了对诺森布里亚的控制，同时代的史学家奥德里克·维塔利斯写道：“他下令将所有的庄稼、牲畜、工具和食物都烧为灰烬，超过十万人因饥饿而死。”在此后一个世纪，马蒂尔达皇后与继位的史蒂芬争夺王位，引发内战，导致在史蒂芬治下类似情形不断出现。《史蒂芬征战记记载了史蒂芬一方的格罗斯特伯爵菲利普的丰功伟绩，讲他如何“靠着火、剑、暴力和抢劫纵横四方”，将居民区摧毁成“无人烟的恐惧荒漠”。

## 相关战术

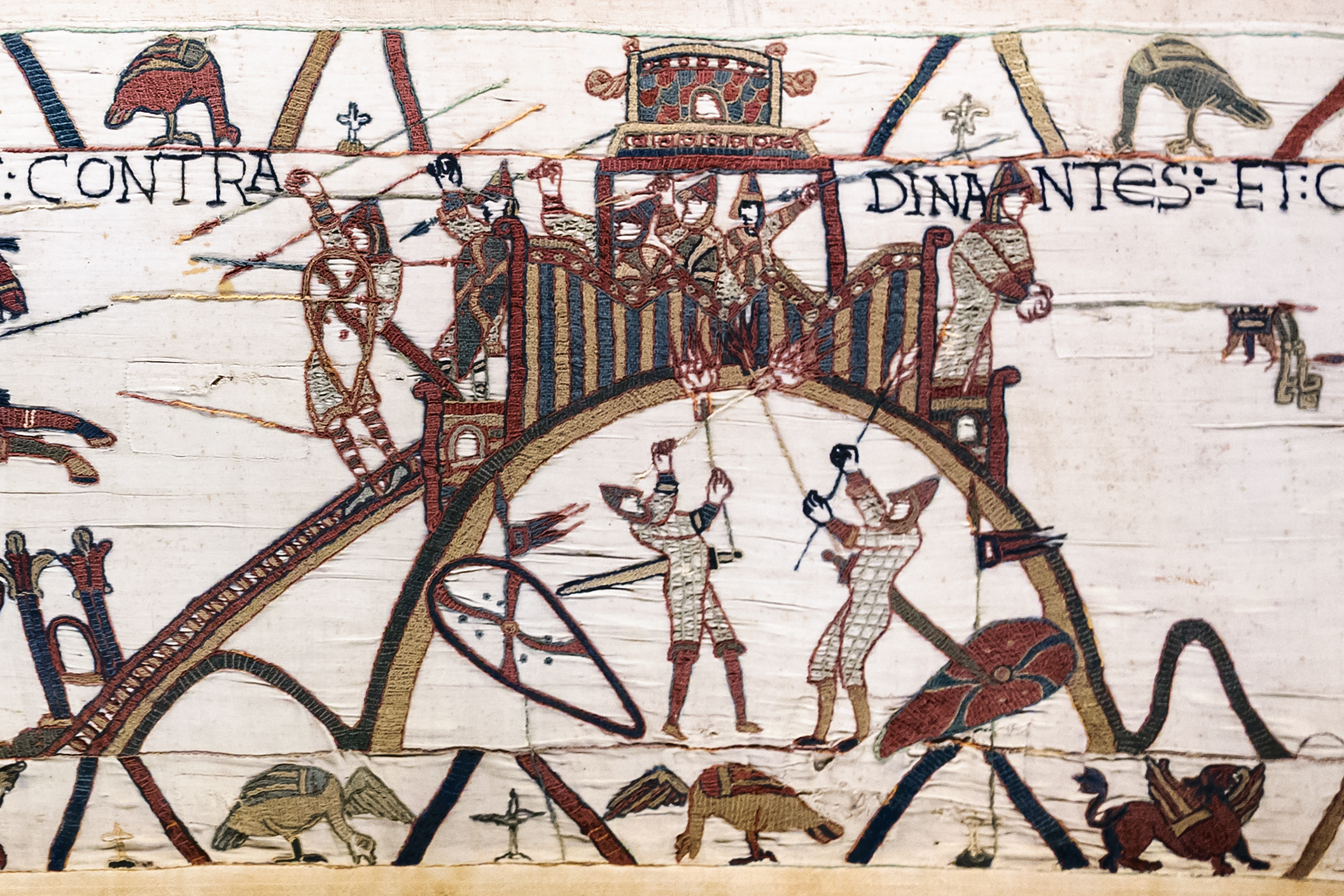
诺曼人用火炬焚毁一座木头要塞

火本身就就一种最简单的实施大规模破坏的武器，可用于对付敌军据点和机械设备，常用来烧毁攻城装备和木结构建筑物 。火攻兵器能用于对付城镇和要塞，用于杀伤人员的热兵器也多种多样。一些军队里有专门的“放火军”编制。837年时，马木留克的许多部队都配有火弓手，马木留克苏丹组建的用于攻击塞浦路斯的水军中也配备有火攻部队。

### 简单的放火
点燃敌军据点和装备并不总需要复杂的手段，许多情况下都靠人力用普通的材料放火。威廉一世在1063年围攻美因时，让部队将火箭射入城中使守军惊恐，同时还有两名年轻人混入城堡，在里面放火，最后守军投降。
有时，被围攻的部队会设法出动突击兵力烧毁攻方营地和辎重。于格·卡佩于986至987年围攻拉昂，某天夜里他的部队正醉卧时，下洛林公爵查理派兵杀出，烧毁了他的营地，卡佩只得解围撤退。
会烧毁攻城装备的不只是守城一方，红胡子腓特烈于1175年围攻亚历山德里亚失败后，他烧掉了自己的营地和装备。
不过，就像使用其他任何武器一样，放火也是有风险的事业。651年麦西亚王盆达试图火攻班伯城堡，他在城堡基部用木板、屋梁、树枝和茅草搭起一个柴堆，但点火后风向突变，烧向盆达的部队，攻击失败。风向的变化后来被归功于圣艾丹，据说他在法纳群岛看见了冒出的浓烟，随即开始为防守一方祈祷。

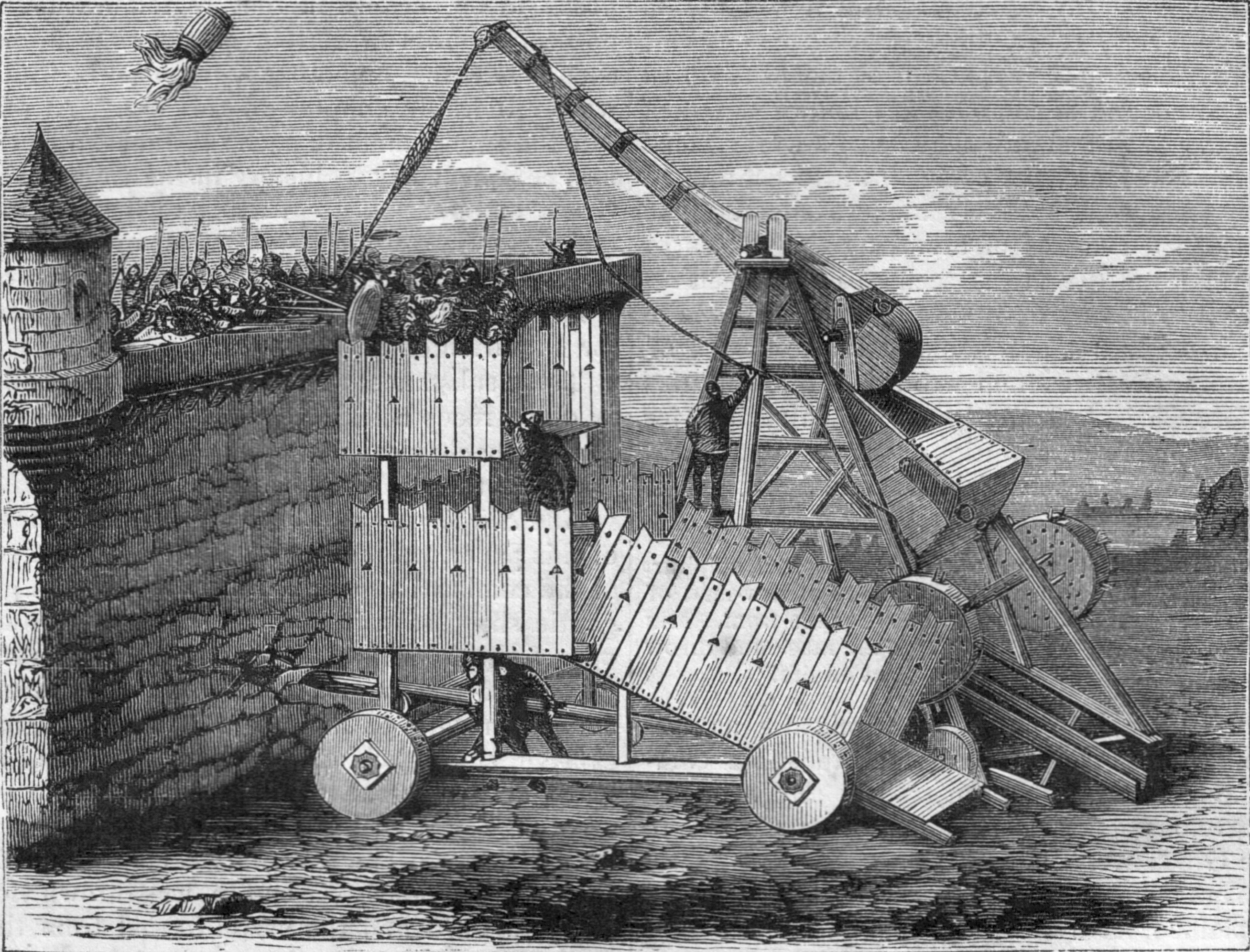
1869年的版画，展现一台十三世纪的投石机投掷燃烧物的情景

### 用机械投掷
中世纪甚至更早的时候就出现了很多可以投射物体的机械，当时也称为“砲”，绝大部分都可被攻守双方用于投掷热兵器。投掷物可能是装有沥青、希腊火之类可燃混合物的桶、罐等易碎容器 。还有一些设备可以发射带火的箭矢，有的是靠点燃箭杆本身，也有的是把易燃物绑在箭上来发射。从十二世纪起，叙利亚的穆斯林还学会了用机械投掷粘土和玻璃制成的热兵器弹丸。
这些投掷机械中最常见的包括弩炮、扭力投石机、重力投石机等等。弩炮类似弩而更大，利用弦力机械发射槽中的弩箭之类的东西。当时还存在其他的巨型弩机，基于弩炮的“架子弩”发明于十三世纪，可发射大型弩箭 。利用扭力放箭的机械在前四百年就有了，后来经改进能发射石块。扭力投石机拥有勺状的木制长臂，内装石块或别的投掷物，靠一根绞绳的拉力来操作。更先进的重力投石机出现于十二或十三世纪，使用配重物来平衡力臂，在火炮普及之前一直是最主要的攻城设备。

### 坑道作业
为了进攻城堡或其他的坚固要塞，军队有时会试图挖掘地道直到城楼地基的下方。挖掘的设备会用一个“龟壳”（一些地区还称之为“猫”、“鸮”或“母猪”），即带轮子的小屋罩住，保护工兵不受远程攻击。
挖好的地道一般靠木制的梁柱支撑 。地道完工后，内部会填满可燃物，如草、木柴、松香或其他易燃物品，点燃后支撑的梁柱会被烧毁，使地道坍塌，地道上方的建筑物也随之倒塌。从十五世纪起，火药也用于这个方面，当然目的还是烧毁梁柱。
防守方有时也会向外挖掘直达对方的地道进行攻击，热兵器也常被用于驱逐地道中的攻击部队。
有时候攻城部队并不挖地道，而是用钻孔设备在外城墙上钻洞来实施破坏，对于砖墙来说这种战术比用冲城锤更为有效（砖墙易于吸收冲城锤的力道）。钻孔设备的大小和原理各异，最常见的类型是用一根顶端包铁的原木，靠绞盘或绞索为支架来驱动 。在城墙被横向钻了多个孔后，孔中通常会被填满浸泡过硫磺水或沥青的干柴棍，然后点燃。有时还会用上风箱来旺火  

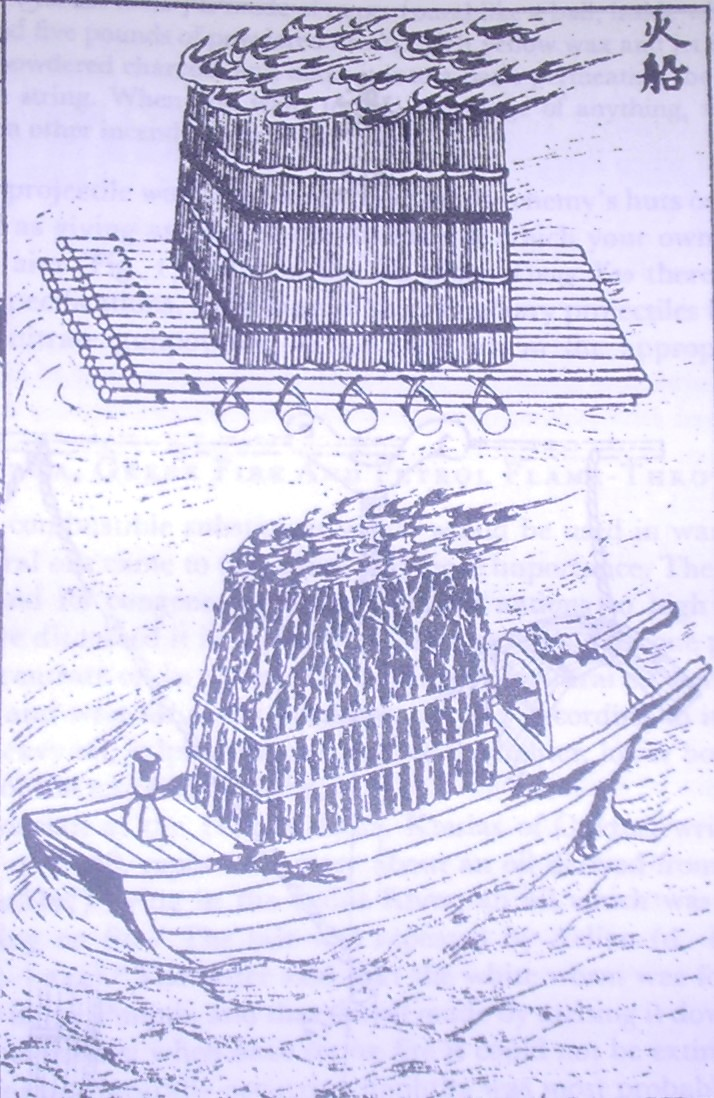
《武经总要》中出现的宋代火船

。

### 火船
古代世界上的很多场战斗都用到了火船。前332年，亚历山大大帝向腓尼基人的海岸要塞推罗发动攻击，为了让他的攻城武器能够进入射程，亚历山大下令修筑一条防波堤。推罗人用火船反击，并毁掉了亚历山大所筑的第一道防波堤。他们使用的是一艘大型运马船，满载着雪松火把、干柴捆和其他的易燃物，燃料的上方吊着许多装满硫磺、沥青和“各种易燃及助燃材料”的锅子。腓尼基人将这艘船牵引到防波堤旁，点火之后就跳海离开。
886年的巴黎围城战中，维京人也将三艘满载燃料的火船拉到上游，试图摧毁法兰克人重兵把守的桥梁，但遭遇失败 。中国人在1363年的鄱阳湖之战中也使用了装载稻草和火药的火船。

### 其他
经常都会有人发明新的巧妙的火攻手段。据称十世纪时基辅的奥丽加将点燃的火绒绑在鸟身上，再让鸟飞回它们在敌城中的窝，引发火灾
。
攻城塔和云梯顶部也可以安装一根狭窄的带槽长臂，以便在攀登的同时还能将沸油、沸水等泼向敌方守军。当然，在遭受攻击时，守城方也会从城墙垛口、堞口、射击孔等处将上述物质泼在攻击者的头上。印度方面的记录提到，要塞在防御时可用烟火使敌人迷失方向，封锁过道时还可用上烧红的铁架。夜战中，守城方会向城墙外投掷燃烧的柴捆，以照亮敌人；中国和穆斯林方面的记载都提到将火把吊在城墙上进行照明
。

### 对付石制城堡
石头城堡的内部常有不少可燃物，因此很容易起火。1139年，亨利·德·特拉希(Henry de Tracy)命令向多林顿城堡的射击孔投掷火把，这本是一个权宜之计，结果守军被迫投降。
石墙也怕高热，这可能导致石块破裂，城楼坍塌。拜占庭的记录称，将城墙用醋或尿弄湿，再把装有燃烧木炭的粘土罐子放城墙根部烘烤，就能破坏石头建筑。六世纪查士丁尼部队中的工程师写有一部专著，其中对攻城战的讲解里也提到在城墙下点火的手段。
有时候石头城堡还能提供其他可供点火的东西。十字军东征时，穆斯林守军常常把大捆稻草吊在城墙前方，以缓冲投石器和冲城锤的力道，然而，这却让十字军的弓箭手有使用火箭的机会
。

### 对热兵器的防御
水，或其它液体，比如尿，常常用来防御热兵器和火攻。攻守双方都会收罗装有液体的坛坛罐罐备用。脆弱的木板和攻城机械上可以用浸湿的兽皮覆盖，使之完全重叠在其表面，水就能完全遍及整个木质结构以浇熄火焰。部分热兵器（如石灰、油等）无法用水来熄灭或压制，这时可以用沙子和泥土。木制机械还可以用明矾水浸湿以增加防火能力。罗马人曾用包着浸醋海草或糠壳的粗糙兽皮盖在他们的“龟壳”（移动攻城车）上，抵挡常规兵器的或是热兵器的远程攻击。当时，盛有浸过醋的糠壳、海草或湿青苔的麻袋与网兜也可能被挂在外面起类似用途。十字军的木制攻城器械很容易遭拜占庭和穆斯林的火攻而毁坏，因此处于攻城塔内部的部队会一直带着水和醋。
波兰的城堡直到到中世纪中期仍是以木制的居多，他们会把粗糙的石块置于前方用以防火 
。
不管是攻城方还是守城方都得小心对手的热兵器和火攻，前416年，雅典人在攻打叙拉古时，许多攻城兵器都被对方烧掉了。叙拉古君主狄翁尼西乌斯一世显然从这次胜仗中学到了不少经验，前398年他围攻莫特亚时就组织了一支专门的“救火队”，当对手试图烧毁叙拉古的攻城兵器时，这支部队成功的扑灭了火焰。

## 热兵器种类

### 火矛和火箭
燃着的火把很可能是最古老的火攻兵器，紧随其后出现的是火箭，一直到中世纪都有使用。最简单的火箭只是在箭头下方绑着浸了油或松香的麻线，对木制结构很有效。前701年的莱基攻防战中，亚述人和犹太人都使用了火箭。罗马人发明了较复杂的种类，是将装有燃烧物的铁匣或铁管绑到箭或矛上，射箭时弓不能拉得太满，因为飞得太快火就熄了，矛有的用人力投掷，也有的要用机械力 。
火箭的使用一直延续下来。十五世纪的作家古铁兰·迪亚士·德·加梅斯(Gutierre Diaz de Gamez)目睹了西班牙人于1404年对摩尔人城镇瓦赫兰的攻击，后来他写道：“几乎整个夜间，战船都不停地向位于海边的城镇发射火弩箭和蘸了焦油的方镞箭。由此引发的喧闹声和哭喊声震天响。”
在东俄罗斯弗拉基米尔的一座十三至十四世纪的城堡中曾出土一支二米长、很可能会携带一支火焰筒的铁弩箭。这种巨型弩箭是理想的火攻兵器。蒙古人有一种“牛轭弩”，能将蘸有燃烧沥青的弩箭射出2500步。
据安娜·科穆宁娜所述，在1091年的列文宁(Levunium)之战中，有人把火把绑在长矛上使用。
中国人在宋朝时发明了新定义下的“火箭”——在箭杆上绑着火药筒，可在平台上进行大批量发射。后来还出现了用于水战的“火龙出水”多级火箭。成吉思汗率领的蒙古人已经使用竹子和皮革制造的原始火箭，但缺乏精度。法蒂玛王朝从十一世纪起开始使用可能掺有硝石的“中国箭”。马木留克军队还试验过一种火箭动力兵器，称其像“自走自燃的鸡蛋。”

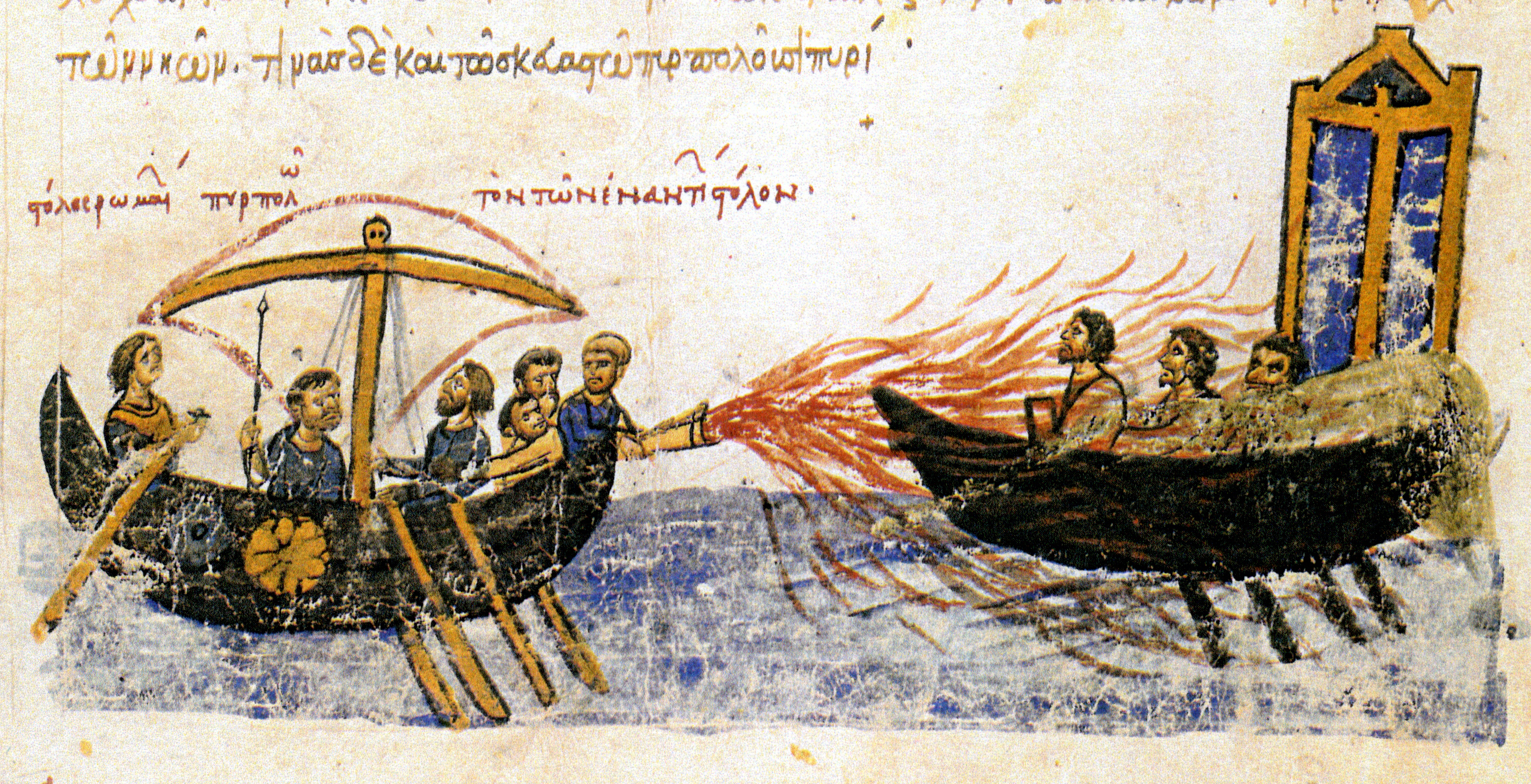
十一世纪晚期对于希腊火的描绘

### 希腊火
希腊火曾是最高效的热兵器之一，对使用者也相当危险。它是一种混合液体，能利用虹吸原理或投石机发射，受冲击时就会爆炸，燃起大火。七世纪的拜占庭人最早发明了这种武器，后来突厥人也用它来对付十字军。在西欧的首次使用可能是在十二世纪。拜占庭人在六世纪所用的早期试验品是硫磺和油的混合物，除了带来伤害外还可以造成惊吓。希腊火的配方通常被视为机密，很可能存在多种类型，虽然部分配方已知，但当代的专家们对于它的确切组成仍没能达成一致。在不同地区成份可能并不相同，伊斯兰地区称其为“纳夫特”，“纳夫特”的主成分为石油，还有硫磺，而在波斯语中“石油”即是“纳夫特”。
这种混合液体可用投石机抛出，受到冲击就会爆炸起火。拜占庭帝國利奧三世時代，拜占庭士兵扔擲裝有希臘火、鐵蒺藜的陶瓷容器以攻擊敵人，為世上最早的手榴彈。铜制虹吸管出现于十到十一世纪，这种虹吸管能喷射出炽热的炎流，据两河地区十世纪的文件记载，它可以一举吞没十二个人。在十二世纪时，人工吹制的管子已用于矿业，当时马迪·本·阿里·奥塔苏西为萨拉丁写了一部作战手册，里面谈到“纳夫特”可以装到吹制的薄壳中，以从马背上投掷。 
希腊火发明前几百年，类似的以石油和沥青为基础的可燃混合物已为人所知，但新发明的特殊之处在于它的火焰极难扑灭。 它在水中也能燃烧，在海战中很有用处，不过它主要还是反步兵武器而非用于烧船。十三世纪后，希腊火在陆战中的使用减少，但仍能在海战中发挥作用。
希腊火的配方在使用中也一直得到改进，中世纪中期的配方比早期的复杂得多。 伊斯兰世界的人还将硝石（他们称为“中国盐”）加入这个混合物中，中国人则发明了一种包含硝石的干燥混合物配方，被称为火药。

### 热油
许多种油都可用来加热到高温，再泼到敌人头上，不过由于价值昂贵，使用次数和用量都很有限。 而且，热油的危险性也很高，易爆炸。 由于油的发烟点低于沸点，使用时只是烧热，并不会烧滚。
热油战术见于史上多场战斗中，约瑟夫斯记载它于公元67年用于约塔帕塔，称“油能轻易浸入他们的整套盔甲，流遍他们全身，像火焰一般吞噬他们的血肉。”
油常用来制造一些火攻兵器。 六世纪的东罗马帝国军队就使用基于油料的火攻兵器“火罐”，靠人力或弩炮投掷。1174年的蒙特勒伊贝莱攻城战使用了坚果油、印度大麻油、亚麻油的混合物，将这些置于铁制容器中烧热，再由扭力投石机发射出去，受撞击后即会爆炸起火。中国人还用浸过油的大麻和棉花制出早期的“手榴弹”，可在点燃后用投石机投掷。
在百年战争中的拉罗歇尔海战中油也作为武器使用，当时卡斯蒂利亚人把油喷洒到英国船的甲板上，再居高临下发射火箭将其引燃。

### 热水与热沙
比起热油，廉价的热水和热沙要常见得多，也极其有效，甚至“街上扫来的灰尘”也能做类似的用途。它们能透过铠甲，造成严重的烧伤。 特别是沙子，足以穿过铠甲上很细小的缝隙。 前332年，推罗的腓尼基守军就曾将炽热的沙子倒向进攻的希腊人，沙子透过他们的盔甲，直接灼烧他们的血肉。这些灼热的武器还能在地道战中使用，一世纪的罗马学者维特鲁威记载，在阿波罗尼亚的围城战中，守军在攻击者挖的地道上方挖了一条反向地道。 他们在两条地道之间打出孔洞，向敌人的头上倒下沸水、热沙和热沥青。 此外一些别出心裁的混合物也曾被用做武器，918年切斯特的守军将水和啤酒的混合物装在铜盆里煮沸，再倒向攻城的维京人，使后者皮肤因烫伤而脱落。
在十二世纪，红胡子腓特烈攻打意大利的克雷马城时，守军曾丢下烧红的铁器来招待他。

“他们把沙子放在铜铁盾牌上，用火烧到炽热。再利用某种机械将沙子抛向那些作战最勇猛的对手，使对方遭到最大的痛苦。 沙子穿透他们的铠甲，渗入内衣，灼烧他们的躯体，没人救得了他们……有的死了，有的因为巨大的无法遏止的痛苦而成为凄惨的疯子。” 
——狄奥多罗斯·西库鲁斯，对前四世纪攻击推罗的战斗的描写。

### 沥青、焦油和树脂
有时候燃烧的沥青也会用做武器，蒙古人在攻城战中就曾用投石器抛掷装有燃烧沥青的容器。十字军时期的人们已广泛应用在轮子上涂沥青的技术，这可使车轮转动更加轻便。 前398年，莫特亚的迦太基守军向狄翁尼西乌斯一世率领的叙拉古部队掷下燃烧木炭和浸过树脂的麻絮，引燃了他们的攻城机械；不过叙拉古人成功扑灭了火焰。
在古代，沥青是多种火攻兵器的基本成分。 皮奥夏人制造过一种火攻机械，曾在前424年的德林亩之战中用来对付雅典人的木制要塞。 那是一口装着燃烧的煤、沥青和硫磺的大锅，挂在一根挖空原木的一端，风箱则安在另一端 。 九百年后，苏格兰人使用过类似的东西，1319年在特韦德河畔的伯立克，他们利用吊车将大包大包的木头、焦油和硫磺丢向英格兰人的“母猪”（一种带大型护盾的攻城车）。

### 畜产品
在1215年攻击罗切斯特城堡时，无地王约翰下令把四十头猪的脂肪堆到要塞下方新挖好的地道中点燃，导致了要塞的倒塌，这个廉价又高效的技术比起一年前他在法兰西用的要好得多，当时他用了复杂得多的硫磺、牛油、松香和沥青的混合物。十三世纪的法国突击队员经常会带着动物油、稻草和亚麻油作为燃料去烧敌人的攻城机械。
下面是一些动物产品在战斗中的巧妙运用，886年的巴黎之战中，法兰克人将装有烧热的沥青（或油）、蜡和鱼肉混合物的大桶抛向攻城的维京人，这种混合物直接渗入铠甲伤害他们的皮肤。 孔拉德·基斯尔著于1405年的《战争堡垒)》提到过由硫磺、焦油和马蹄混合成的散发毒烟的材料。 其他可用作火攻兵器的还包括蛋黄、鸽粪和羊粪。 
前189年，罗马人用挖地道的办法攻打阿姆巴西亚。 守军将鸡毛装入一个陶罐中点燃，并利用风箱把刺激性的烟雾吹入地道中；由于有矛兵的保护，罗马人无法打掉这个罐子，只得选择放弃。

### 石灰、硫磺以及毒烟
十五世纪的工程师塔克科拉推荐在战斗中使用生石灰，不过在很古老的时候就已有人使用它了，而且很可能还是希腊火的组成成分之一。 生石灰与水发生剧烈反应，足以造成失明和烧伤。 虽然石灰曾用于一些海战中，但因为有着被风吹回，烧伤自己人的危险性，并不曾成为船上的标准配备。
还有一些其他的更易于冒烟而非燃烧的物质。 要清理敌军的地道，丢入装有点燃的硫磺的麻袋是相当不错的办法，就是因为它能散发毒烟。 在狭窄的空间内，任何烟雾的效果都不差，希腊军事学者埃尼斯·塔克提苦思就建议用木头和稻草燃烧的烟雾驱逐敌方的地道兵。

## 火药与火炮

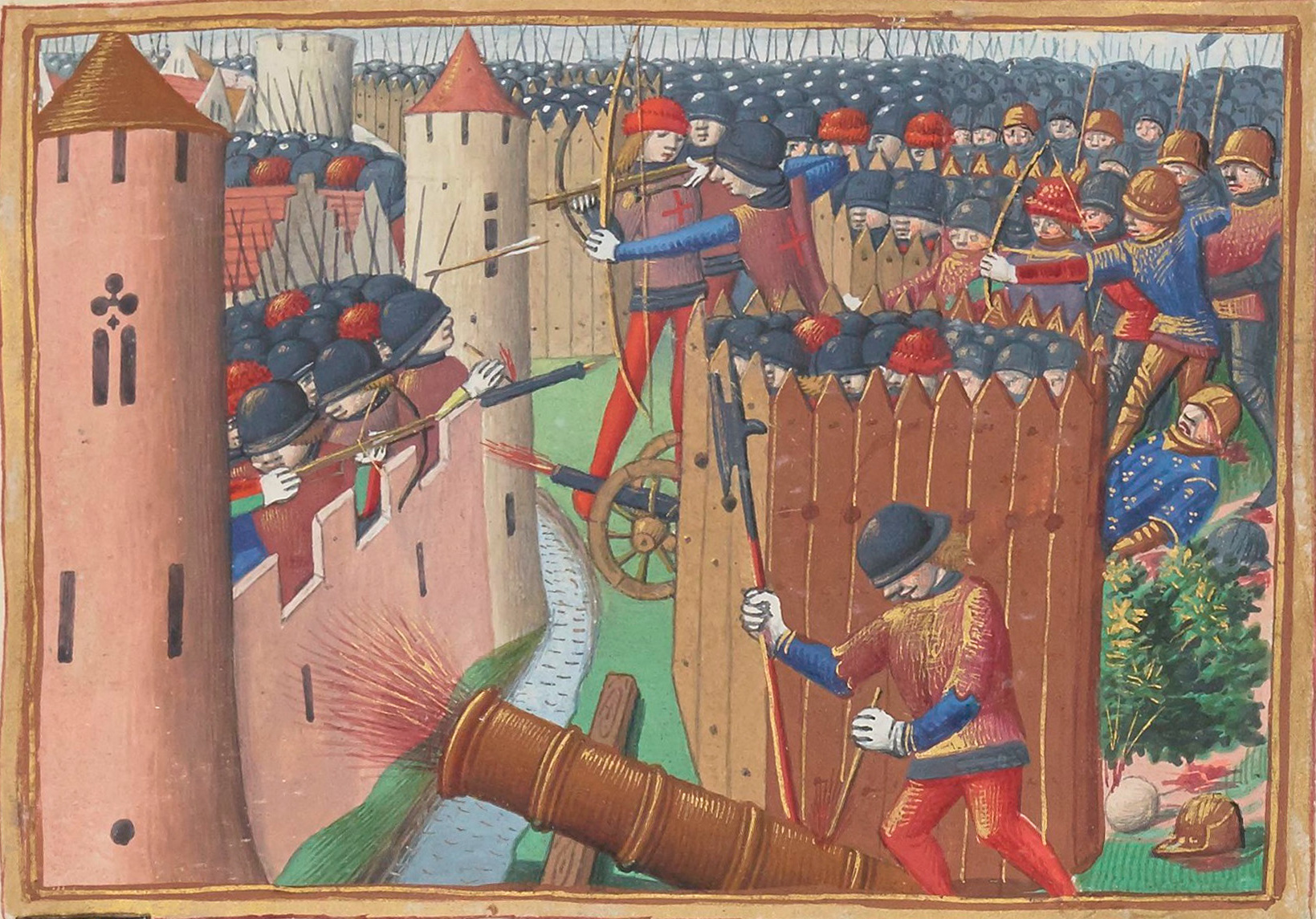
1428年的奥尔良之围

火药的发明可能是多个世纪以来持续不断的炼丹术试验的结果。 中国人在一世纪中期就知道了硝石，有明显的证据表明，硝石和硫磺曾出现在多个复杂的药方中。 中国边境上诸部落的侵扰促进了火药武器的发展。 在欧洲，罗吉尔·培根在十三世纪中期独立提出了一份火药配方，不过没有什么功效。 这一时期的火药配方多种多样，直到十七世纪，硝石、硫磺和炭的配比才得以确定下来，不再发生变化。
现存最早的火药配方出现在中国的一本书里，大约出自九世纪。 得到火药的中国人马上就将其用于战争，没有浪费一点时间，在枪炮出现之前，他们造出了许多种火药武器，包括火焰喷射器、火箭、炸弹和地雷。 李约瑟认为，中国人最早使用火药是在919年。
火槍（fire lance）是枪炮的前身，那是一根装有火药的管子，可向外喷火；有时候管子里会装入类似霰弹的材料，可在喷火的同时飞出伤人。 适当的情况下，燃烧剂中硝石的配比会有所增加，以加强爆炸力。 为了更好地承受爆炸力，早期用纸和竹木所做的火槍后来被金属管子製的火銃所取代。 而为了使火药的力道得到更好地利用，霰弹被大小形状与管子结合得更紧密的弹丸所代替。 到这里，管形枪炮的三个基本要素都出现了：金属管身；硝含量高的火药；还有能完全封闭管口的弹丸，这样火药就能发挥最大的推进力。
在接下来多个世纪中，火药仍然在中国发挥作用。 同时，火药和枪炮也非常快地传到了其他地方。 貌似到十三世纪，火药已得到了广泛的认识。 在十四世纪里，欧洲人、阿拉伯人和朝鲜人都已拥有火药武器 。突厥人、伊朗人和印度人至迟到十五世纪也直接或间接地从欧洲人手中获得了火器。 日本人得到枪炮则要等到十六世纪，而且是从葡萄牙人手中而非中国人。
1326年，已知欧洲最早的有关一门火炮的插图出现在一部名为《关于君王们的威严、才智和审慎(Of the Majesty, Wisdom and Prudence of Kings)》的著作中。 同年的2月11日，有记载说佛罗伦萨的市长派出两名官员去找来枪炮和弹药以加固城防。 在一份1331年的记载中也提到两名日耳曼骑士曾用某种火药武器攻击弗留利地区奇维达莱。 穆斯林最早使用火炮要么是在1331年的阿利坎特，要么是在1343年的阿尔赫西拉斯。1338年劫掠并焚毁南安普顿的法国突击队带有一杆风琴炮和四十八支弩箭（不过火药只有三磅）。1346年的克雷西会战也是欧洲最早使用火炮的战斗之一。
不过，早期的火炮杀伤力有限，主要作用是心理上的，能用于惊吓人员和马匹。 炮身短，口径粗的射石炮在欧洲一直用到十五世纪后期，并且越做越大。 臼炮出现于十五世纪中期。 同一时期还存在多种较小型的火器，如蛇管火绳枪(serpentine)、风琴炮和克罗堡丁枪(cropaudin)。 当时的火药质量差，用量也少——为了防止炸膛——因此火炮的有效射程顶多只能到200-250米。
当时火炮炮管有锻造的和铸造的，基本上每杆炮的口径和长度都不相同。 早期的火药就像是浆糊，燃烧也较慢。 不同地区火药的成分也有区别，欧洲所用的火药与伊斯兰世界用的大不相同。 射石炮和臼炮所发射的炮弹通常都是些圆石头。 较小口径的火炮能用上锻造的铁弹，弹丸外面包铅以保证表面平滑。 铸铁弹丸出现在十五世纪，能造成很大的破坏。 铁弹的密度比石头大，就算体积小也很有杀伤力。 火炮的口径从此可以做得更小，加长的炮管则增加了射程。

## 后期的发展

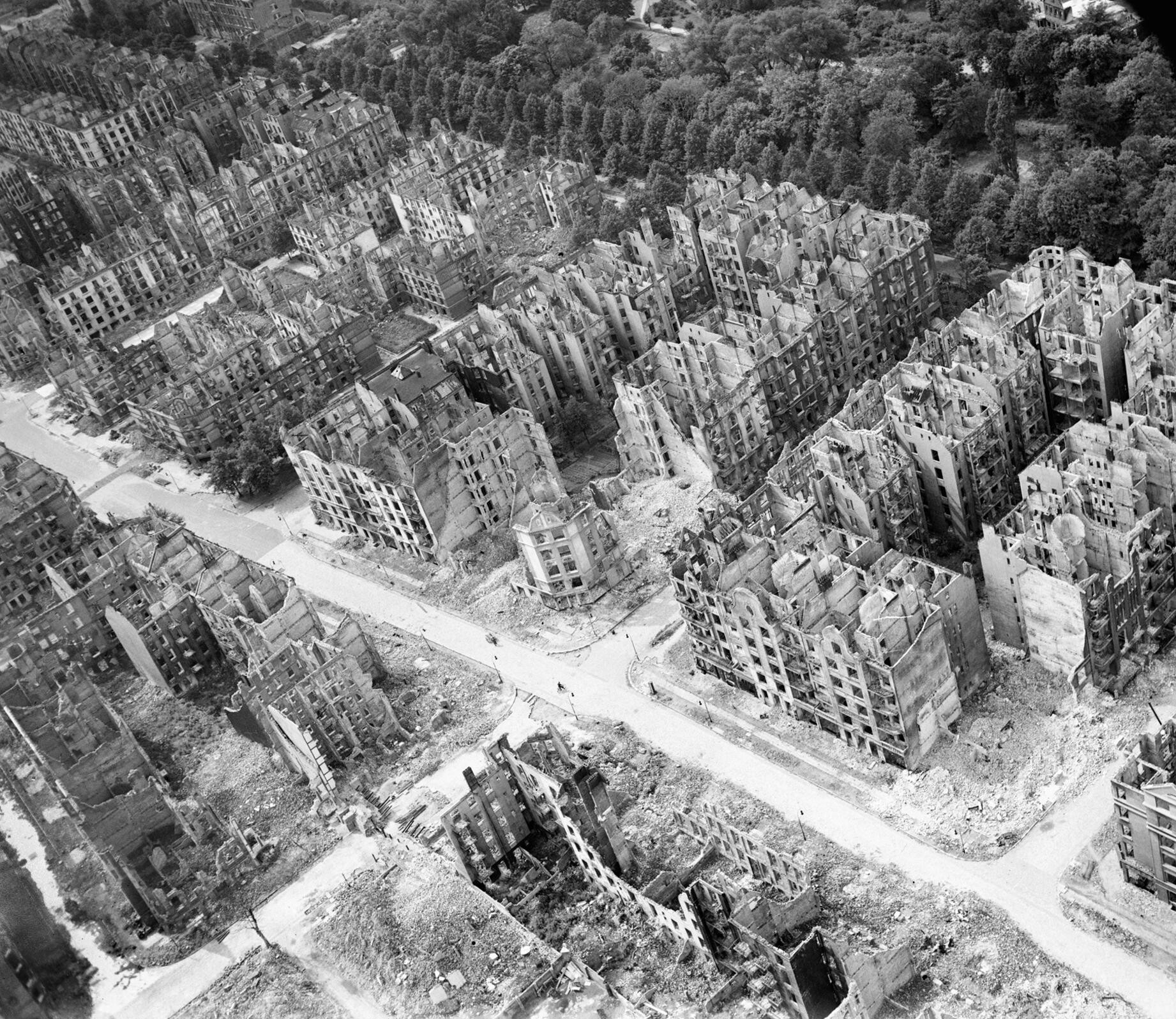
1943年大轰炸过后的汉堡城区

火攻兵器的使用在十四世纪减少了，可能是由于战争越来越考虑实际经济的效果，因此夺取城堡和市镇而非将其摧毁就更为重要。 而且，在十三世纪晚期及以后，为免受火攻，木制机械和设施出现在战场上的情况也减少了。
在使用频率下降的同时，中世纪末期开始火攻兵器变得更加复杂化，而“火与剑”的思想一直延续到近现代，新的技术发明也只是让“烧”、“杀”的过程更加有效率。
在中世纪之后放火仍然是战争的组成部分，一个英国老兵回忆说，在伊比利亚半岛战争中，法国兵“总会烧毁他们经过的所有地方，我们在追击他们时发现每个村庄和城镇都只剩下一堆冒烟的废墟。”比利时的鲁汶在一战中“遭到像中世纪时一样的劫掠和焚烧”，当时德国兵在城内多数地方放火，摧毁了图书馆和其他的人文建筑，引起世界各国的公愤。而这个战术并没有被废弃，二战中德国袭击不列颠，盟军轰炸德国和日本时都使用了燃烧弹进行火攻。一九四五年三月，东京在遭遇一次沉重打击后，接踵而至的火龙卷毁掉了主要由木建筑构成的市区的四分之一。这种破坏性的战略，与以前古希腊人所做过的也没有什么分别。后来的战争中，火继续被用作一种毁灭性的手段，一九九一至一九九二年间的海湾战争中，伊拉克烧燃了科威特四分之三的油井。

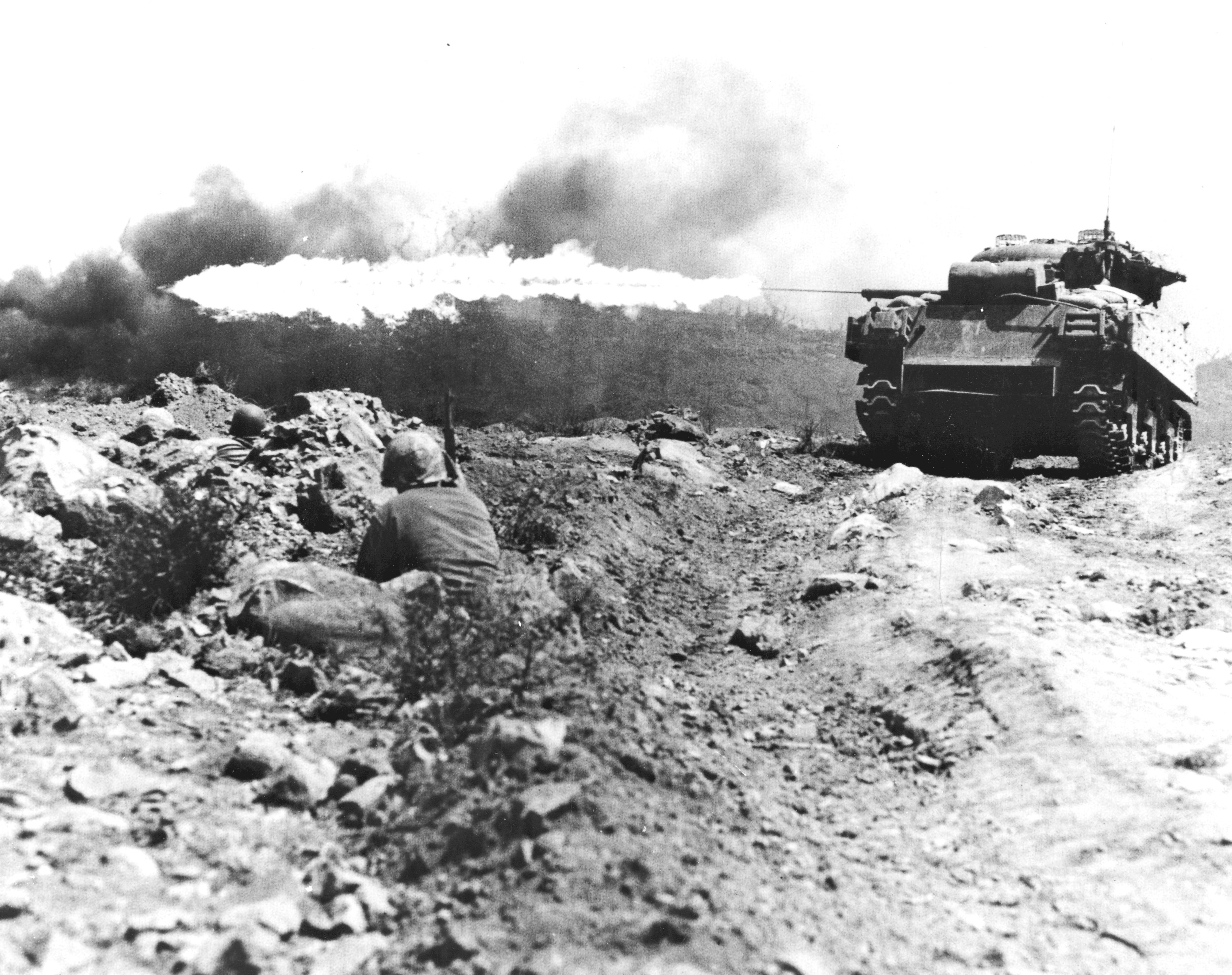
二战中，在硫磺岛上作战的喷火坦克.

烟幕也仍被用来制造混乱、掩护自身的行动。十八十九世纪的海战中，双方战船在接近前就会开火，以产生浓密的烟雾，使敌方无法瞄准。
古代的液体燃料兵器也有了现代化的改进版本。一战中出现了用途与拜占庭的希腊火虹吸管相仿的火焰喷射器，能利用高压气体喷射易燃油料，凝固汽油弹则在二十世纪后半叶出现。

## 脚注
1. ↑  Titus LiviusThe History of Rome （页面存档备份，存于） p. 335
2. ↑  Prestwich, pp. 198–200
3. ↑  Nossov, pp. 27, 58
4. 1 2  Traquir, p. 198
5. ↑  Bradbury (1992), p. 170
6. ↑  Prestwich, pp. 200–2
7. ↑  Carey et al., p. 118
8. ↑  Traquir, p. 228
9. ↑  Cartledge, p. 57
10. ↑  Cartledge, p. 99
11. ↑  . NormanConquest.co.uk. 24 October 2007. （原始内容存档于2008年2月21日）.
12. ↑  quoted in Prestwich, p. 199
13. 1 2  Nossov, p. 190
14. 1 2  Nicolle (1996), p. 85
15. ↑  Nicolle (1996), p. 181
16. ↑  Bradbury (2004), p. 151
17. ↑  Bradbury (2004), p. 202
18. ↑  Bradbury (2004), p. 161
19. ↑  Bradbury (2004), p. 135
20. ↑  Bradbury (2004), p. 299
21. 1 2 3  Nicolle (1995), p. 208
22. 1 2  Nossov, pp. 133–5
23. ↑  Nicolle (1996), p. 178
24. ↑  Bradbury (2004), p. 300
25. ↑  Nossov, pp. 159–160
26. 1 2  Bradbury (2004), p. 305
27. ↑  Nossov, p. 123
28. ↑  Bradbury (2004), p. 303
29. ↑  Nossov, p. 124
30. ↑  Nossov, p. 126
31. ↑  Nossov, pp. 129–131
32. 1 2  Nossov, p. 99
33. ↑  Nossov, pp. 101–2
34. ↑  quote from Cartledge, p. 149
35. ↑  Cartledge, pp. 148–9
36. ↑  Bennett et al., p. 222
37. ↑  Nicolle (1996), p. 210
38. 1 2  Nossov, p. 191
39. ↑  Nossov, p. 78
40. ↑  Nicolle (1996), p. 208
41. ↑  Nicolle (2006), p. 206
42. 1 2  Prestwich, p. 291
43. ↑  Prestwich, pp. 297–8
44. 1 2 3  Nicolle (1996), p. 45
45. ↑  Nicolle (1996), p. 174
46. 1 2  Nossov, p. 108
47. 1 2  Nossov, p. 203
48. ↑  Nossov, p. 85
49. ↑  Nicolle (1996) pp. 173–4
50. ↑  Kaufmann & Kaufmann, p. 126
51. ↑  Grant, p. 17
52. ↑  Nossov, pp. 190–191
53. ↑  Diaz de Gamez, p. 90
54. ↑  Nicolle (1996), p 121
55. ↑  Nicolle (1996), p. 121
56. ↑  Bradbury (2004), p. 176
57. ↑  quoted in Nicolle (1996), p. 181
58. 1 2  Bradbury (2004), p. 302
59. ↑  Nossov, pp. 196–8
60. 1 2 3 4  Nicolle (1996), p. 194
61. ↑  Bennett et al., p. 215
62. ↑  Nicolle (1995) p. 194
63. ↑  Kaufmann & Kaufmann, p. 61
64. 1 2  quoted in Nossov, p. 79
65. ↑  Nicolle (1995), p. 49
66. ↑  Nossov, pp 200–201
67. ↑  Nicolle (1996), p. 205
68. ↑  Bennett et al., p. 248
69. 1 2  Nossov, p. 79
70. ↑  Cartledge, p. 150
71. 1 2  Nossov, p. 80
72. ↑  Carey et al., p. 119
73. 1 2  Nossov, p. 202
74. ↑  Nossov, p. 36
75. ↑  Nossov, p. 32
76. ↑  Matarasso, pp. 100–1
77. ↑  Nicolle (2005), p. 152
78. ↑  Bennett et al., pp. 180, 222
79. ↑  Nossov, p. 193
80. 1 2  Nossov, p. 131
81. 1 2  Nossov, p. 200
82. ↑  Bennett et al., p. 212
83. ↑  Bennett et al., p. 241
84. ↑  Chase 2003: 31–32
85. ↑  Buchanan. "Editor's Introduction: Setting the Context", in Buchanan (2006).
86. 1 2  Nossov, p. 205
87. ↑  Nicolle (1995), p. 296
88. 1 2  Chase 2003: 1
89. ↑  Nicolle (1996), pp. 294–5
90. ↑  Needham (1986): 263–275
91. 1 2 3  Crosby 2002: 99
92. ↑  Needham (1986): 10
93. 1 2  Chase 2003: 1 "The Europeans certainly had firearms by the first half of the 1300s. The Arabs obtained firearms in the 1300s too, and the Turks, Iranians, and Indians all got them no later than the 1400s, in each case directly or indirectly from the Europeans. The Koreans adopted firearms from the Chinese in the 1300s, but the Japanese did not acquire them until the 1500s, and then from the Portuguese rather than the Chinese."
94. ↑  Kelly 2004: 29
95. ↑  Nossov, p. 216
96. ↑  Nossov, p. 216
97. ↑  Nicolle (1995), p. 297
98. ↑  Nossov, p. 213
99. ↑  Nossov, pp. 217–8
100. ↑  Nossov, p. 220
101. 1 2  Nossov, p. 222
102. ↑  Nicolle, p. 178
103. ↑  quoted in Bluth, p. 135
104. ↑  Grant, p. 270
105. ↑  Grant, p. 329
106. ↑  Grant, p. 351
107. ↑  Adkins, p. 107
108. ↑  Haythornthwaite, p. 73